# Jezus w Indiach
Jezus w Indiach – pogląd o rzekomym życiu i śmierci Jezusa po ukrzyżowaniu uznawany przez muzułmanów, należących do wspólnoty Ahmadijja. Do najbardziej znanych, współczesnych pisarzy zachodnich podtrzymujących to założenie należy Holger Kersten, autor książki Jezus żył w Indiach (1986).  
Taką wersję wydarzeń odrzucają wyznania chrześcijańskie.

## Issa
Informacja o studiach Jezusa z Nazaretu w Indiach bierze początek z relacji rosyjskiego podróżnika i dziennikarza, Nikołaja Notowicza, który miał odnaleźć w tybetańskim klasztorze Hemis starożytny rękopis dotyczący Jezusa (Issa) przebywającego w świątyniach buddyjskich pomiędzy 13 a 29 rokiem życia. Notowicz włączył tłumaczenie tego manuskryptu do wydanej po raz pierwszy w 1894 roku swojej głośnej książki „Nieznane życie Jezusa”. Według Notowicza Jezus w Indiach studiował nauki hinduizmu i buddyzmu.
Pseudonaukowe rewelacje Notowicza pełne są anachronizmów, nie uwzględniają zupełnie faktu że buddyzm dotarł do Tybetu dopiero w VII wieku, wobec czego Jezus nie mógł pobierać nauk w tamtejszych „klasztorach buddyjskich”.

## Isa ibn Mariam
Koran wspominając życie Jezusa (Isa ibn Mariam), jako najważniejszego przed Mahometem proroka, zaprzecza jego śmierci na krzyżu, choć nie neguje wniebowstąpienia. (Sura 4 wers 155 głosi: I rzekli: skazaliśmy na śmierć Mesjasza, Jezusa Syna Marii posłańca Bożego; lecz oni go nie skazali na śmierć i nie ukrzyżowali: postać pozorna ciała zawiodła ich okrucieństwa. Ci którzy się o to sprzeczają, zostają w samych wątpliwościach, nie oświeca ich prawdziwa nauka, a tylko sposób ich sądzenia. Oni nie zabili rzeczywiście Jezusa; Bóg go wziął do siebie, ponieważ On jest potężny i mądry., tłum. Jana Murzy Buczackiego). Według dawnej tradycji muzułmańskiej zamiast Chrystusa przez pomyłkę ukrzyżowano Szymona Cyrenejczyka.

## Juzasaf - Juz Asaf
Juzasaf, to imię księcia Siddhartha w arabskiej wersji legendy Jozafat. Pojawia się w Listach Braci Czystości (Rasail Ikhwan al-Saja رسائل اخوان الصفاء) Basra 1405. Te legendy sięgają okresu perskiego w Kaszmirze. W 1899 Mirza Ghulam Ahmad jako pierwszy odniósł legendy o Juzasafacie do Jezusa.
Ruch Ahmadijja (ahmadyzm), opierając się na nauczaniu Mirzy Gulama Ahmada również głosi że Jezus został uratowany, ale dodaje, że udał się on do Kaszmiru w poszukiwaniu zagubionych owiec Izraela, gdzie miał głosić Ewangelię pod imieniem Juz Asaf (Yuz Asaf, Youza Asouph).
Juz Asaf był uważany wcześniej za mędrca muzułmańskiego. Członkowie Ahmadijji wskazują też na jego grób w Srinagarze. Teorię tę podbudowuje inna - o pochodzeniu niektórych plemion afgańskich i kaszmirskich od zaginionych plemion izraelskich.